# Xanthomorda papuanica
Xanthomorda papuanica es una especie de coleóptero de la familia Mordellidae. Fue descrita por Batten en 1990.

## Distribución geográfica
Habita en Papúa Nueva Guinea.